# Jacques Perlot
Jacques Perlot   (Charleville, 11 de desembre de 1929 - Brest, 2 de maig de 2012) és un atleta francès, especialista en curses de velocitat, que va competir durant la dècada de 1950.
En el seu palmarès destaca una medalla de plata en els 4x100 metres al Campionat d'Europa d'atletisme de 1950. Formà equip amb Étienne Bally, Yves Camus i Jean-Pierre Guillon. El 1950 va batre el rècord nacional del 4x100 metres.

## Millors marques
- 100 metres. 10.8" (1950)
- 200 metres. 22.4" (1950)[4]